# 禁裏御守衛総督

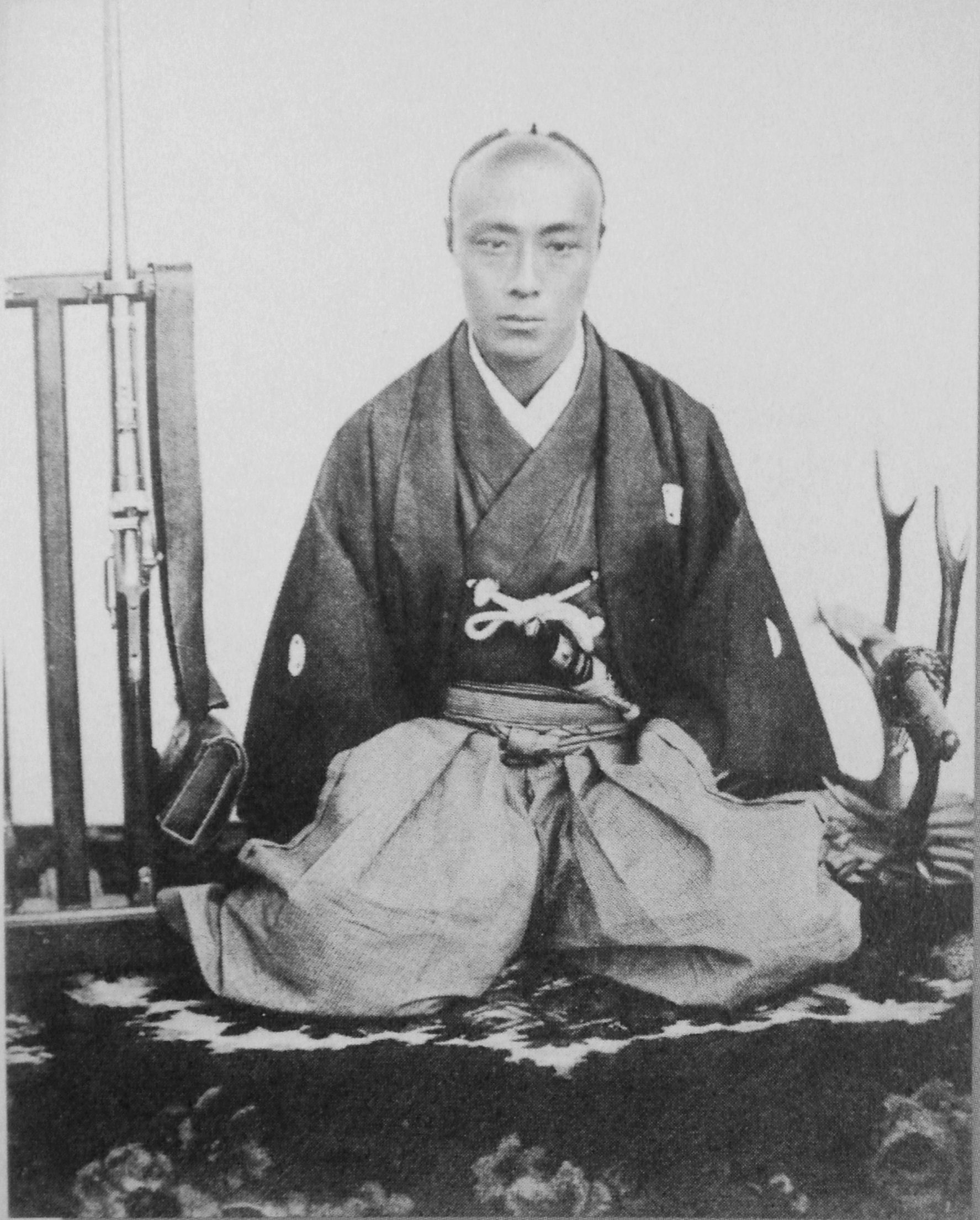
禁裏御守衛総督時代の徳川慶喜

禁裏御守衛総督（きんりごしゅえいそうとく）は、江戸時代末期（幕末）に幕府の了解のもと、朝廷が禁裏（京都御所）を警護するために設置した役職である。任命された徳川慶喜は、大坂湾周辺から侵攻してくる外国勢力に備えるため、摂海防禦指揮（せっかいぼうぎょしき）という役職にも同時に任命された。
元治元年（1864年）3月25日、慶喜は将軍後見職を免ぜられると同時に禁裏御守衛総督に就任した。朝廷から任命された役職ではあるが、禁裏御守衛総督の役料として幕府より月に7500俵受け取る合意を得た。配下に京都守護職の松平容保、京都所司代の松平定敬らを従え、江戸の幕閣達から独立した動きをみせ、 在京幕府勢力の指導的役割を果たす存在となった。
同年5月、慶喜は摂津国沿岸を視察している。同年7月、慶喜は禁門の変において会津藩、桑名藩、大垣藩、薩摩藩等の在京諸藩勢力の総指揮を執り、禁裏から長州藩勢力を撃退している。慶応元年 （1865年）、政務輔翼を命じられている。慶応2年（1866年）7月31日、慶喜は総督職を辞任し、徳川宗家を相続した。その際に役職としての禁裏御守衛総督は自然消滅するに至った。